# منتخب يوغوسلافيا لكرة اليد
منتخب يوغوسلافيا لكرة اليد كان الممثل الرسمي لدولة يوغوسلافيا في رياضة كرة اليد. نافس في بطولة العالم لكرة اليد للرجال وظهر فيها عشر مرات كانت الأولى في سنة 1958. كما نافس في مسابقة كرة اليد في الألعاب الأولمبية الصيفية.

## سجل المنافسة
السجل الأولمبي 
- كرة اليد في الألعاب الأولمبية الصيفية 1936 - لم يشارك
- كرة اليد في الألعاب الأولمبية الصيفية 1972 -  البطل
- كرة اليد في الألعاب الأولمبية الصيفية 1976 - المركز الـ 5
- كرة اليد في الألعاب الأولمبية الصيفية 1980 - المركز الـ 6
- كرة اليد في الألعاب الأولمبية الصيفية 1984 -  البطل
- كرة اليد في الألعاب الأولمبية الصيفية 1988 -  المركز الـ 3

بطولة العالم
- بطولة العالم لكرة اليد للرجال 1938 - لم يشارك
- بطولة العالم لكرة اليد للرجال 1954 - لم يشارك
- بطولة العالم لكرة اليد للرجال 1958 - المركز الـ 8
- بطولة العالم لكرة اليد للرجال 1961 - المركز الـ 9
- بطولة العالم لكرة اليد للرجال 1964 - المركز الـ 6
- بطولة العالم لكرة اليد للرجال 1967 - المركز الـ 7
- بطولة العالم لكرة اليد للرجال 1970 -  المركز الـ 3
- بطولة العالم لكرة اليد للرجال 1974 -  المركز الـ 3
- بطولة العالم لكرة اليد للرجال 1978 - المركز الـ 5
- بطولة العالم لكرة اليد للرجال 1982 -  المركز الـ 2
- بطولة العالم لكرة اليد للرجال 1986 -  البطل
- بطولة العالم لكرة اليد للرجال 1990 - المركز الـ 4